# Oskar Fischer

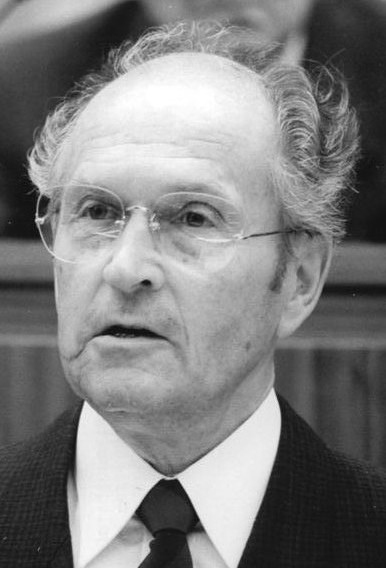
Fischer năm 1989

Oskar Fischer (19 tháng 3 năm 1923 - 2 tháng 4 năm 2020) là một chính trị gia người Đông Đức . Ông là Bộ trưởng Bộ Ngoại giao của Cộng hòa Dân chủ Đức từ năm 1975 đến năm 1990.  Fischer là thành viên đầu tiên của nội các Đông Đức đến thăm Giáo hoàng John Paul II tại Vatican vào năm 1978.  Ông sinh ở Aš , Tiệp Khắc .
Fischer qua đời vào ngày 2 tháng 4 năm 2020 tại Berlin , hưởng thọ 97 tuổi